# Bednarzówka (Lublin)
Pour les articles homonymes, voir Bednarzówka.
Bednarzówka (prononciation [bɛdnaˈʐufka]) est un village de la gmina de Dębowa Kłoda du powiat de Parczew dans la voïvodie de Lublin, situé dans l'est de la Pologne.
Il se situe à environ 3 kilomètres au nord-est de Dębowa Kłoda (siège de la gmina), 13 kilomètres à l'est de Parczew (siège du powiat) et 53 kilomètres au nord-est de Lublin (capitale de la voïvodie).

## Histoire
De 1975 à 1998, le village est attaché administrativement à l'ancienne Voïvodie de Biała Podlaska.

Depuis 1999, il fait partie de la nouvelle voïvodie de Lublin.